# Norton AntiVirus
Norton AntiVirus – program antywirusowy wydawany przez amerykańskie przedsiębiorstwo NortonLifeLock Inc. (wcześniej Symantec Corporation), chroniący pocztę elektroniczną, komunikatory internetowe oraz pliki, automatycznie usuwający wirusy, robaki i konie trojańskie. Wprowadzone w nowych wersjach funkcje umożliwiają także wykrywanie innych form złośliwego oprogramowania, takich jak oprogramowanie szpiegujące (w tym keyloggery) czy oprogramowanie wymuszające okup.
Program wyposażony jest w moduł automatycznej aktualizacji. Od samego początku system ten odznaczał się dużym zapotrzebowaniem na zasoby, przez co znacznie spowalniał pracę komputera. Problem ten nie dotyczy współczesnych wersji produktu, które zostały istotnie zoptymalizowane.